# 923 هـ
923 هـ هي سنة في التقويم الهجري امتدت مقابلةً في التقويم الميلادي بين سنتي 1517 و1518.

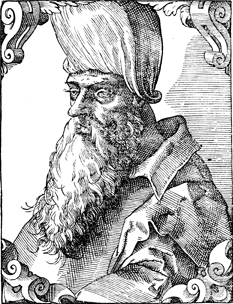
طومان باي

## مواليد
- سام ميرزا

## وفيات
- آصفي الهروي
- القائم بأمر الله السعدي
- طومان باي
- شهاب الدين القسطلاني